# Osotspa Saraburi FC
Osotspa Saraburi Football Club (Thai: สโมสรฟุตบอลโอสถสภา สระบุรี) is een Thaise voetbalclub uit de stad Saraburi. Ze spelen anno 2011 in de Thai Premier League.

## Palmares
- Thai Premier League

Vice-kampioen (2) : 2002,2006

## Bekende (oud-)spelers
- Shelton Martis